# Neocirolana tricristata
Neocirolana tricristata är en kräftdjursart som beskrevs av Bruce1994. Neocirolana tricristata ingår i släktet Neocirolana och familjen Cirolanidae. Inga underarter finns listade i Catalogue of Life.